# SN 2007sm
SN 2007sm – supernowa typu Ia odkryta 27 listopada 2007 roku w galaktyce A212250+0025. W momencie odkrycia miała maksymalną jasność 20,40m.